# 日向明子
日向 明子（ひゅうが あきこ、1955年〈昭和30年〉3月2日 - 2011年〈平成23年〉3月5日）は、日本の俳優。愛媛県松山市出身。本名は山辺 妙子。身長：160cm、B：83cm、W：60cm、H：87cm。

## 来歴
東映俳優センターの専属女優ながら、東映映画には出演せず、1979年、日活ロマンポルノの『白いふくらみ』（川上宗薫・原作）でデビュー。 『Mr.ジレンマン 色情狂い（1979年）』にも出演している。小沼勝は「裸体が美しかった」と回想している。団塊の世代の男性ファンを多く獲得し、ロマンポルノの看板女優として人気を集め、アイドル的なポジションを確保。ファンからは「ロマンポルノ界の百恵ちゃん」と呼ばれ、『百恵の唇 愛獣』というタイトルの映画まで公開された。
テレビドラマにも多く出演し、2時間ドラマの悪女役は出演依頼が多かったという。
2011年3月5日、急性骨髄性白血病で死去。56歳没。所属事務所アンフィニー。ペン画や水彩画の腕前はプロ級だった。

## 出演

### テレビ作品
- 熱い嵐（1979年、TBS）
- ザ・スーパーガール（1979年、12ch / 東映）
  - 第5話「スリラー！濡れた裸女が闇に哭く」 - アイコ 役
  - 第26話「新探偵 売春組織の罠を暴け」-第51話「時限爆弾 タイムリミット1分前」 - 水城真弓 役
- 特捜最前線 第114話「サラ金ジャック・射殺犯桜井刑事!」（1979年、ANB / 東映） - 三沢美保 役
- 柳生一族の陰謀 第32話「姿なき敵」（1979年、KTV / 東映） - お澄 役
- 高木彬光シリーズ・白昼の死角（1979年、MBS / 東映）
- ミラクルガール（1980年、12ch / 東映） - 相沢珠美 役
- 長七郎天下ご免! （ANB / 東映）
  - 第48話「命みじかく三十両」 (1980年） - おせつ 役
  - 第100話「男いのちの恋三味線」（1981年） - おその 役
- 服部半蔵・影の軍団 第22話「恐怖の仕掛人」（1980年、KTV / 東映） - 小蝶 役
- 銭形平次（CX / 東映）
  - 第737話「大激流」（1980年） - おゆう 役
  - 第848話「自慢にならぬ初手柄」（1983年） - お咲 役
- 3年B組金八先生 第2シリーズ（1980 - 1981年、TBS） - 土屋珠子 役
- 2年B組仙八先生（1981年、TBS系） - 馬田久麻子 役
- 斬り捨て御免! 第2シリーズ（1981年、12ch） - 妙秀尼 役
- 連続テレビ小説（NHK）
  - 本日も晴天なり（1981年） - 銀太郎 役
  - おしん（1983年 - 1984年） - 神田のカフェ「アテネ」の女給・染子 役
- 柳生十兵衛あばれ旅 第13話「ああ花嫁狂騒曲」（1983年、ANB） - 榛名百合 役
- 噂の刑事トミーとマツ 第2シリーズ（TBS / 大映テレビ）
  - 第13話「トミー丸焼き! 死のピクニック」（1982年） - 小池明美 役
  - 第35話「空から車が降る港、ああトミマツW変身」（1982年） - 安田の妻 役
- Gメン'82 第8話「ジングルベルに踊る死体」（1982年、TBS系） - ホステス・花江 役
- 遠山の金さん（ANB / 東映）
  - 第1シリーズ 
    - 第33話「戦慄! 十五発の殺人爆裂弾!」（1983年） - おそで 役
    - 第94話「女豹が狙った42人の大スリ軍団!」（1984年）- お蝶 役
    - 第143話「さすらいの黙示録・越後三味線の女III」（1985年）- おしま 役

  - 第2シリーズ 
    - 第9話「夕顔の女・炎のような愛でした!」（1985年）- お紋 役
    - 第31話「暗黒街の女!」（1986年）- お京 役
    - 第40話「山陰・香住に生きる女絵師!」（1986年）- おぶん 役
- 西部警察 PART-III 第15話「若き獅子」（1983年、ANB / 石原プロ） - 高見沢政経研究所・所員 役
- 輝きたいの（1984年、TBS系）- スナックのママ 役
- 家族ゲームII（1984年、TBS系） - 「小雪」のママ 役
- うちの子にかぎって… 第1話「先生!ブスが好きなんですか」（1984年、TBS系）- 司の母・市川真木子 役
- 私を深く埋めて（1984年7月14日、TBS） - 小原千鶴子 役
- 長七郎江戸日記（日本テレビ / ユニオン映画）
  - 第1シリーズ
    - 第12話「風流蛇女騒動記」（1984年）- お豊 役
    - 第115話「殺しの配達人」（1986年）- お千代の方 役

  - 第2シリーズ 第7話「はしり雨」（1988年）- おもと 役
- 花田春吉なんでもやります 第10話「スクープ・春吉再婚!?」（1985年、TBS） - 和田幸子 役
- スタア誕生（1985年、大映テレビ・CX系） - 中川邦子 役
- ザ・ハングマンシリーズ（ABC / 松竹芸能）
  - ザ・ハングマン6 第3話「胃袋パンクまで水を飲ませろ!」（1987年）- 真由美 役
  - ハングマンGOGO 第8話「夏の夜の悪夢! 恐怖の怪奇ホテル」（1987年）- 犯人グループの一人 役
- あきれた刑事 第6話「贋礼狂乱」（1987年、NTV / セントラル・アーツ） - クラブ歌手・かおる 役
- ベイシティ刑事 第24話「男たちのラストショー」（1988年、ANB / 東映）
- 大河ドラマ / 春日局（1989年、NHK）- 正栄尼 役
- 名奉行 遠山の金さん 第2シリーズ 第23話「江戸ゆきさん殺人事件」（1989年11月23日、ANB / 東映） - お袖 役
- 尼さん探偵シリーズ 第1弾「吊り鐘から死体!破戒尼トリオ危機一髪」（1989年、ABC）
- 火曜サスペンス劇場（日本テレビ）
  - 香子の夢 コンパニオン殺人事件（1989年12月5日） - 江崎洋子
  - 刑事・鬼貫八郎 第2作「擬装心中」（1993年11月30日） - 河辺遼吉の妻 役
  - 弁護士・朝日岳之助 第9作「プラス「一」の悲劇 人生を金で売る二億円の男と一千万円の男」（1997年3月4日） - 三村奈津子 役
  - 指名手配 第2作「人口42万7千人長崎市、潜入捜査中焼死した先輩が生きている? 内密に探し出せ!」（1999年8月17日） - 北川あき 役
- 新吾十番勝負（1990年1月、ANB系）
- 刑事貴族（1990年、NTV系）第1話「その時、狼はめざめた」
- 八百八町夢日記（NTV系）
  - 第1シリーズ 第21話「お人好し」（1990年） - おけい 役
  - 第2シリーズ 第3話「情け深川えんま橋」（1991年） - おのぶ 役
- 水戸黄門（TBS系）
  - 第19部 第28話「占い名人梅里先生・川越」（1990年） - 白竜（白虎のお鈴） 役
  - 第21部 第15話「拾った赤子は若君様・大洲」（1992年） - 茜 役
  - 第28部 第33話「母子の再会涙の白洲・赤間関」（2000年） - お甲 役
- ラストダンス（1990年、THK）
- 雪の蛍（1991年、[THK）
- 熱き瞳に（1992年、THK）
- うたう!大龍宮城 第40話「コバンザメ」（1992年、CX系） - コバンザメ 役
- 新・三匹が斬る! 第6話「幸運の、汗かき阿弥陀が血を流す」（1992年9月10日、ANB / 東映） - 秋月白蓮 役
- 半七捕物帳 第4話「八丁堀友情の十手」（1992年、NTV） - おりん 役
- 珠玉の女（1992年 - 1993年、YTV）
- 有言実行三姉妹シュシュトリアン（1993年、CX系） - 山吹恵 役
- 七人の女弁護士（1993年、ANB） - 紅魔耶 役
- 鬼平犯科帳 第4シリーズ 第9話｢霧の七郎｣（1993年2月17日、フジテレビ）- お遊 役※中村吉右衛門版
- ドラマ30
  - 愛のたくらみ（1993年 - 1994年、CBC）
- 怪談 KWAIDAN II（1993年8月20日、CX）
- 怪談 KWAIDAN III 牡丹燈籠（1994年9月16日、CX）
- 土曜ワイド劇場（ANB）
  - 混浴露天風呂連続殺人 第9弾「宇奈月温泉－黒部峡谷－大牧温泉」（1991年）
  - 魔性の殺人 幽霊からの脅迫電話!?（1993年10月16日）
  - 船長シリーズ 第8作「高松－神戸ジャンボフェリー殺人海峡」（1996年） - 坂下由紀 役
  - 牟田刑事官事件ファイル 第23作（1997年） - 観光ホテルの若女将 役
  - はみだし弁護士・巽志郎2（1997年） - 永島聡美 役
  - 救急救命士・牧田さおり7（2010年5月1日） - 吉野邦子 役
- HOTEL （TBS / 近藤照男プロダクション）
  - 第3シリーズ 第8話「にせベルガール」（1994年5月26日） - 花輪の妻 役
  - 第4シリーズ 第4話「ミステリーな手紙」（1995年5月4日） - 市田の妻 役
- 忍者戦隊カクレンジャー 第34話「花嫁砂地獄!!」（1994年、ANB系） - 厚化粧のおばさん、スナカケババァの声 役
- 運命の森（1994年、THK） - 井上朱美 役
- 江戸を斬るVIII 第9話「桜吹雪の大芝居」（1994年、TBS / C.A.L）- 松ヶ枝 役
- 暴れん坊将軍シリーズ（ANB / 東映）
  - 暴れん坊将軍V 第38話「風雪!子連れ母唄」（1994年）- 女将 役
  - 暴れん坊将軍VI 第27話「炎上! 大奥の恋」（1995年） - 川瀬 役
  - 暴れん坊将軍X 第17話「仕組まれた旦那殺し 絵草紙屋の女の秘密」（2000年） - お邦 役
- 水戸黄門外伝 かげろう忍法帖 第12話「悪党共よ夢をみろ（松山）」（1995年、TBS） - お甲 役
- ママは大ピンチ!!（1996年、TBS）
- 若葉のころ（1996年、TBS） - 最上祐人の母 役
- 金曜エンタテイメント「お局探偵亜木子&みどりの旅情事件帳1」（1997年、フジテレビ）- 庄司良江 役
- 女と愛とミステリー
  - 松本清張特別企画・ガラスの城（2001年）- 杉岡真寿美 役
  - 捜査検事・近松茂道4（2004年） - 谷田良美 役
- はぐれ刑事純情派
  - 第12シリーズ（1999年） - 杉岡文子 役
  - （2001年） ‐ 樋口佳枝 役
  - （2002年） - 藤野満子 役
- ねじれた絆（2004年、TBS） - 中岡明子 役
- 月曜ミステリー劇場「検事・沢木正夫〜殺意の分岐点〜」（2004年、TBS） - 早勢奈津子 役
- こちら本池上署（2005年） - 菅谷美幸 役
- 浅草ふくまる旅館 第1シリーズ 第9話「韓流スターと済州島で!」（2007年、TBS系）
- 相棒 Season6 第5話「裸婦は語る」（2007年11月21日、テレビ朝日系） - 立花光恵 役
- コード・ブルー -ドクターヘリ緊急救命- 新春スペシャル（2009年） - 河野和美 役
- オルトロスの犬（2009年） - 碧井直子 役
- 月曜ゴールデン
  - 探偵 左文字進10（2006年） - 夏目勝代 役
  - 弁護士高見沢響子10（2009年） - 並木小枝子 役
- 金曜プレステージ 「死の三角地点～奥会津隠れ里伝説殺人事件～」（2011年7月15日、フジテレビ）*本人の死去後に放送。

### その他のテレビ番組
- 一枚の写真（1992年、フジテレビ系）

### 映画
- Mr.ジレンマン 色情狂い（1979年）
- 白いふくらみ（1979年）
- 堕靡泥の星 美少女狩り（1979年）
- 禁じられた体験（1979年）
- 快楽昇天風呂（1979年）
- 昼下りの女 挑発!!（1979年）
- トラック野郎・故郷特急便（1979年）- 一条しのぶ 役
- 桃子夫人の冒険（1979年）
- 凌辱《こます》（1979年）
- 潮吹き海女（1979年）
- 色情三姉妹 ひざくずし（1979年）
- 若妻官能クラブ 絶頂遊戯（1980年）
- 新入社員（秘）OL大奥物語（1980年）
- 百恵の唇　愛獣（1981年）
- 青春の門 自立篇（1982年）
- 悪女かまきり（1983年）
- 女帝（1983年）
- 女豹（1985年）
- 美味しい女たち（1987年）
- 女帝 春日局（1990年）
- 江戸城大乱（1991年）
- 絆 -きずな-（1998年）
- 森の学校（2002年） - 前田絹江 役
- 孤高のメス（2010年）
- 白夜行（2011年）

### Vシネマ
- ママズアタック 熟母参上!(2003年、オールインエンタテインメント)

## 写真集
- 映画の友 臨時増刊（1979年、近代映画社）
- 悪女の微笑―日向明子写真集（1994年、スコラ）